# Pakt der Druiden
Pakt der Druiden (Brocéliande) ist ein französischer Horrorfilm von Regisseur Doug Headline, gedreht im Jahr 2002. Die Weltpremiere fand am 8. Januar 2003 in Frankreich statt. In Deutschland hatte er am 26. August seine Videopremiere.

## Handlung
Ein düsteres Geheimnis ist in Brocéliande, einem uralten Wald in der Bretagne, verborgen. Hier findet die Archäologiestudentin Chloé bei Ausgrabungen wertvolle Kultgegenstände der Kelten. Immer mehr wird sie gefangen genommen von der Geschichte der Druiden und der keltischen Mythologie – bis zwei grauenvolle Morde geschehen, bei denen Chloé Zeugin ist. Mit Schrecken wird ihr klar, dass Samain, die Nacht, in der sich die Welt der Götter mit der der Menschen verbindet und die Toten den Lebenden begegnen, das Zentrum eines Rätsels ist, das sie lösen muss, um dem Tod zu entkommen. Denn was auch immer unter der Oberfläche von Brocéliande zum Leben erweckt wurde: Es wird sein nächstes Opfer finden.

## Kritiken
VideoWoche: Mal abgesehen von Serienkillerthrill oder Fantasyabenteuer a la Pakt der Wölfe hielt sich die Filmnation Frankreich beim Thema Horror bisher wesentlich bedeckter als beispielsweise England, Deutschland oder Spanien. Jetzt stricken erstmals junge Gallier einen Campus-Bodycount, nicht ohne sich reichlich im Motivkreis Märchen & Legenden zu bedienen. Kenner der Materie freuen sich über breit gestreute Zitate von Hammer bis Argento in einem solide inszenierten Horrorvergnügen.